# Placówka Straży Granicznej II linii „Panki”
Placówka Straży Granicznej II linii „Panki” – jednostka organizacyjna Straży Granicznej pełniąca służbę ochronną na granicy polsko-niemieckiej w okresie międzywojennym.

## Formowanie i zmiany organizacyjne
Rozporządzeniem Prezydenta Rzeczypospolitej Polskiej Ignacego Mościckiego z 22 marca 1928 roku, do ochrony północnej, zachodniej i południowej granicy państwa, a w szczególności do ich ochrony celnej, powoływano z dniem 2 kwietnia 1928 roku Straż Graniczną.
Rozkazem nr 4 z 30 kwietnia 1928 roku w sprawie organizacji Śląskiego Inspektoratu Okręgowego dowódca Straży Granicznej gen. bryg. Stefan Pasławski określił strukturę organizacyjną komisariatu SG „Herby”. Placówka Straży Granicznej II linii „Panki” znalazła się w jego strukturze.
Z dniem 30 września 1929 podkomisariat SG „Panki” został przeformowany w komisariat Straży Granicznej. Placówka Straży Granicznej II linii „Panki” znalazła się w jego strukturze.
Komisariatowi podlegał posterunek Straży Granicznej „Przystajń” i posterunek Straży Granicznej „Truskolasy”.
Biura komisariatu i obsada placówki II linii w 1933 roku znajdowały się w budynku wynajętym przez skarb państwa.
Z dniem 30 listopada 1935 roku utworzono podległy placówce posterunek informacyjny „Zwierzyniec”.

## Kierownicy/dowódcy placówki
| stopień    | imię i nazwisko     | okres pełnienia służby | kolejne stanowisko             |
| ---------- | ------------------- | ---------------------- | ------------------------------ |
| przodownik | Stanisław Jaskulski | był w 1930– 6 IV 1933  | do komisariatu „Dzietrzkowice” |
| przodownik | Jan Kopczyński      | 5 IV 1933–             |                                |
| przodownik | Bolesław Szlenk     | 1 XII 1934–            |                                |